# Poilley (Manica)
Poilley è un comune francese di 862 abitanti situato nel dipartimento della Manica, nella regione della Normandia.

## Società

### Evoluzione demografica
Abitanti censiti